# باران ارغوانی
باران ارغوانی (به انگلیسی: Purple Rain) ششمین آلبوم استودیویی موسیقی‌دان آمریکایی، پرینس، و نخستین آلبومی از اوست که با همکاری گروهش «دِ روولوشن» در ۲۵ ژوئن ۱۹۸۴ منتشر شد. باران ارغوانی در قالب آلبوم موسیقی متنِ فیلمی به همین نام روانهٔ بازار شد. تا به امروز این آلبوم بیش از «۲۲ میلیون نسخه در سرار جهان» فروخته و به ششمین موسیقی متن پرفروش تاریخ تبدیل شده‌است.
"باران ارغوانی" عضوی ثابت در «لیست‌های برترین آلبوم‌های موسیقی تاریخ» است؛ و از آن به‌عنوان شاهکار پرینس یاد می‌شود، به طوری که از آن به عنوان بهترین قطعه موسیقی در سی سال اخیر یا حتی بهترین آلبوم موسیقی تاریخ نیز؛ یاد می‌کنند؛ هفته‌نامهٔ تایم در سال ۱۹۹۳، "باران ارغوانی" را در رتبهٔ پانزدهم فهرست "برترین آلبوم‌های موسیقی تاریخ" جای داد و این آلبوم در رتبه هجدهم، لیست شمارش معکوس، "بزرگترین آلبوم راک اند رول تاریخ در وی‌اچ‌وان" نیز جا گرفت. رولینگ استون آن را دومین آلبوم برترِ دهه ۸۰ و هفتادوششمین آلبومِ تاریخ در فهرست ۵۰۰ آلبوم برتر تمام اعصار نامید.
در سال ۲۰۰۷ منتقدان مجلهٔ وینتی فر این آلبوم را برترین موسیقی متن تاریخ نامیدند، و مجله «تمپو» لقب بزرگترن آلبوم دهه ۱۹۸۰ میلادی را به آلبوم اعطا کرد. مجله انترتینمنت ویکلی در تاریخ ۴ ژوئیه ۲۰۰۸، "باران ار غوانی" را در رتبه اول لیستشان، «"۱۰۰ آلبوم برتر بیست و پنج سال اخیر"» قرار دادند. همچنین در سال ۲۰۱۳، همین مجله، "باران ارغوانی" را در رتبه دوم لیستشان، «"۱۰۰ آلبوم برتر تاریخ"» قرار دادند. در سال ۲۰۱۲ مجله اسلنت، "باران ارغوانی" را در رتبه دوم لیست، «"بهترین آلبوم‌های دهه ۱۹۸۰"» پشت سر آلبوم تریلر از مایکل جکسون قرار داد؛ در همین سال آلبوم "باران ارغوانی" به فهرست ملی ضبط اصوات، کتابخانه کنگره تحت عنوان لیستی به نام «"ضبط‌هایی که به‌لحاظ فرهنگی-تاریخی، زیبا و مهم هستند"» اضافه شد.
اولین تک‌آهنگ‌های آلبوم، "وقتی فاخته‌ها می‌گریند" و "بیا بزنیم به سیم آخر" در صدر جدول تک‌آهنگ‌های ایالات متحده جا گرفته و در بازار جهانی بسیار موفق بودند، درحالی‌که آهنگ "باران ارغوانی" به رتبهٔ دوم در جدول «۱۰۰ آهنگ داغ بیلبورد» دست پیدا کرد. انجمن صنعت ضبط موسیقی آمریکا اعلام کرد که آهنگ "باران ارغوانی" در حال دست پیدا کردن به سیزدهمین پلاتینیوم خود است.

## پس زمینه
"باران ارغوانی" توسط کمپانی وارنر بروز رکوردز در ۲۵ ژوئن ۱۹۸۴ عرضه شد؛ همچنین "باران ارغوانی" ششمین آلبوم استودیویی پرینس نیز بود. پرینس تمام آهنگ‌های آلبوم را نوشت، و بعضی آن‌ها را با نظر نهایی گروه دِ روولوشن، کامل کرد. آهنگ‌های "من برایت خواهم مرد"، "خوشگلم من ستاره ام" و "باران ارغوانی" در نمایشی در تاریخ، ۳اوت ۱۹۸۳ در کلوب فرست اونیو، در مینیاپولیس به صورت زنده ضبط شده بودند؛ که "اوردابز" و تغییرات بعداً به آن‌ها اضافه شد. این اولین بار بود که پرینس، به صورت ضبط زنده محصولی را عرضه می‌کرد. این نمایش یک، کنسرت خیریه برای تئاتر رقص مینه سوتا[Minnesota Dance Theater] بود؛ و همچنین اولین حضور گیتاریست، وندی ملوین در گروه پرینس، دِ روولوشن، نیز بود.
«مرا همراه خودت ببر» به عنوان بخشی از آلبوم "آپولونیا ۶" در نظر گرفته شده بود، که توسط یک گروه کامل به همراه گروه دِ روولوشن و جیل جونز به عنوان همخوان، ضبط شده بود؛ اما پرینس تصمیم گرفت این آهنگ را در آلبوم "باران ارغوانی" قرار دهد. آهنگ "کامپیوتر آبی" که توسط یه گروه کامل ضبط شده بود، با چند برش و تغییرات مختلف که زمان بعضی از آن‌ها به "۱۴ دقیقه" می‌رسید؛ به نسخه نهایی تبدیل شد. "آن زیبایان"، "نیکی عزیزم" و "وقتی فاخته‌ها می‌گریند" توسط پرینس ضبط شداند.
پرینس در ابتدا از استیوی نیکس خواست تا برای آهنگ "باران ارغوانی"، شعری بنویسد؛ استیوی نیکس گفت:

مدت زمان آهنگ در مجموع ۱۰ دقیقه بود، من به آهنگ گوش دادم و ترسیدم!؛ و دوباره به پرینس زنگ زدم و گفتم: من نمیتونم این کار رو بکنم، ای کاشی میتونستم؛ [اما] برای من خیلی زیاد و سنگینه.

استیوی نیکس.
بعد از این اتفاق، پرینس خود تصمیم گرفت که شعر آهنگ "باران ار غوانی" را بنویسد؛ همچنین آهنگ "باران ارغوانی" در ابتدا یک آهنگ عظیم یازده دقیقه ای بود که، یک ورس و کورِس از آن حذف شد؛ ظاهراً دلیل این حذف این بوده‌است که، این بخش از متن باعث ایجاد، تم و زمینه ایی پول مانند؛ در آهنگ می‌شده‌است، که پرینس بر این عقیده بود که، برای فضای آهنگ و آلبوم نامناسب است.

## میوزیک
"باران ارغوانی" اولین آلبوم پرینس بود که به همراه گروهش، "دِ روولوشن" ضبط و با نام و اعتبار "پرینس و دِ روولوشن" انتشار یافت، در انتها آلبوم، بسیار متراکم و انبوه‌تر از آلبوم های-تکی و قبلی پرینس بود؛ اجرا یک گروه کامل، چندین نوازنده گیتار، کیبورد، افکت‌ها بسیار سینث سایزر، ماشین درام و بقیه ساز دگر؛ آلبوم را بسیار غنی کرده بود. به لحاظ موسیقایی، "باران ارغوانی" مانده‌های پایه‌های عناصر آر اند بی کارهای گذشته پرینس را دارا است؛ همچنین نشان دهنده تأکید بر عناصر راک و تلفظ عمیق آن با گیتار است.
به عنوان یک ضبط برای موسیقی متن، بسیاری از آهنگ‌ها پرآب و تاب، استفاده از عناصر سینت سایزر، و -توسط برخی از ارزیابی ها- دارای درخشش و زیبایی سایکدلیا در تولید و اجرا آلبوم است. "باران ارغوانی" از لحاظ موسیقایی به‌طور کلی، پاپ-گراترین اثر، کاری پرینس در نظر گرفته می‌شود، هرچند شماری از منتقدان، بر این باور اند که، بیشتر کارهای تجربی پرینس، بعد از "باران ارغوانی" ضبط و عرضه شده‌است. مانند بسیاری از آلبوم‌های بزرگ چندگانه دگر، "باران ارغوانی" ترکیب بسیاری از ژانرهای موسیقی مانند، پاپ راک به آر اند بی به رقص است، که به‌طور کلی بخشی از محبوبیت عظیم آن، به حساب می‌آید.
با فروش زیاد و غیره منتظره، نقد منتقدان که در آن اشاره به خلاقانه و نمودها تجربی به عنوان یک موسیقی متن دارند؛ بیشتر معروفیت آلبوم را، آهنگ باس-لِس وقتی فاخته‌ها می‌گریند یدک می‌کشد. بقیه جنبه‌های میوزیک مانند، به خوصوص سینث سایزر عناصر الکتریکی به همراه اینستورومنتیشن عنصری و اجرا یک گروه کامل (بعضی که در بالاتر ذکر شد، دارای ضبط زنده هستند) به همراه برجسته بودن و تقویت عناصر، راک و آر اند بی آن، که توسط منتقدان به صورت متمایز شناخته شده بود، حتی عوامل تجربی آن را هم در بر می‌گرفت.
اریک ارلواین از آل میوزیک نوشت:

«"باران ارغوانی" نشان می‌دهد که پرینس، "در حال تحکیم فانک و ریشه‌های آر اند بی خویش است، در حالی که به صورت شجاعانه و مردانه وار، به سمت پاپ، راک و هوی متال حرکت می‌کند"؛ همچنین "به صورت سنگینی به سمت سایکدلیا، زیر تاثیر گروه "دِ روولوشن" هل داده می‌شود".»

اریک ارلواین.

## نقدها
پرینس در سال ۱۹۸۵ دو جایزه گرمی برای، «بهترین ضبط راک توسط یک شخص یا گروه» و «بهترین آلبوم موسیقی متن نوشته شده برای فیلم یا تلویزیون» برنده شد.
| بررسی انتقادی              | بررسی انتقادی |
| منبع                       | رتبه‌بندی      |
| -------------------------- | ------------- |
| آل‌میوزیک                   | [ ۱۵ ]        |
| بلندر                      | [ ۱۶ ]        |
| رابرت کریستگاو             | –A            |
| انترتینمنت ویکلی           | B             |
| گاردین                     | [ ۱۹ ]        |
| آی جی ان                   | 10/10         |
| دست میوزیک                 | [ ۲۱ ]        |
| رولینگ استون               | [ ۲۲ ]        |
| راهنمای آلبوم رولینگ استون | [ ۲۳ ]        |
| راهنمای ضبط آلترنتیو اسپین | 9/10          |
| پیچفورک مدیا               | 10/10         |

## فهرست ترانه‌ها
همه آهنگ‌ها توسط پرینس نوشته شده‌اند، به جز «کامپیوتر آبی» که توسط پرینس، جان ال. نلسون، گروه «وندی و لیزا» و دکتر فینک نوشته شده‌است.
| طرف اول | طرف اول                                 | طرف اول |
| شماره   | نام                                     | مدت     |
| ------- | --------------------------------------- | ------- |
| ۱.      | «بیا بزنیم به سیم آخر (Let's Go Crazy)» | ۴:۳۹    |
| ۲.      | «منو با خودت ببر (Take Me with U)»      | ۳:۵۴    |
| ۳.      | «آن زیبایان»                            | ۵:۱۳    |
| ۴.      | «کامپیوتر آبی (Computer Blue)»          | ۳:۵۹    |
| ۵.      | «نیکی عزیزم (Darling Nikki)»            | ۴:۱۴    |

| طرف دوم | طرف دوم                                  | طرف دوم |
| شماره   | نام                                      | مدت     |
| ------- | ---------------------------------------- | ------- |
| ۶.      | «وقتی فاخته‌ها می‌گریند»                   | ۵:۵۴    |
| ۷.      | «برایت می‌میرم (I Would Die 4 U)»         | ۲:۴۹    |
| ۸.      | «خوشگلم من یک ستاره‌ام (Baby I'm a Star)» | ۴:۲۴    |
| ۹.      | «باران ارغوانی»                          | ۸:۴۱    |

## پرسنل
- پرینس – خواننده اصلی و نوازده چند ساز مختلف
- وندی ملوین – گیتار و خواننده (۱٬۲٬۴٬۷٬۸٬۹)
- لیزا کلمن – کیبورد و خواننده (۱٬۲٬۴٬۷٬۸٬۹)
- مت فینک – کیبورد (۱٬۲٬۷٬۸٬۹)
- بروان مارک - باس (۱٬۲٬۷٬۸٬۹)
- بابی زی - درام و سازهای کوبه ایی (۱٬۲٬۷٬۸٬۹)
- نویی نوگ - ویلون و ویولا (۲٬۸٬۹)
- دیوید کلمن – ویولنسل (۲٬۸٬۹)
- سوزی کاتایاما – ویولنسل (۲٬۸٬۹)
- آپولونیا کوترو - همخوان اصلی (۲)
- جیل جونز – همخوان (۲)[۲۶]